# フランコ・コロンボ
フランコ・コロンボ（Franco Columbu, 1941年8月7日 - 2019年8月30日）は、イタリア・サルデーニャ島出身のボディビルダー兼俳優。

## 略歴
非常に力の強いボディビルダーとして知られ、身長165cm、体重83kgの小柄な体躯ながらデッドリフトで300kg以上を軽々持ち上げたという。パワーリフティングやストロングマン競技にも出場しており、自分より50kgも重い巨漢のストロングマンたちを相手に互角の勝負を繰り広げていた。
アーノルド・シュワルツェネッガーと親睦が深い。

## 主な出演作品
- コナン・ザ・グレート Conan the Barbarian （1982年）
- ターミネーター The Terminator （1984年）
- アイアンフィスト（英語版） Last Man Standing （1987年）
- バトルランナー The Running Man （1987年）